# ŽKK Jedinstvo Tuzla
Le ŽKK Jedinstvo Tuzla, ou KK Trocal Jedinstvo Tuzla est un club féminin bosniaque de basket-ball évoluant dans la ville de Tuzla.
Il est à ne pas confondre avec le club monténégrin KK Jedinstvo Bijelo Polje.

## Palmarès
- Coupe d'Europe des clubs champions : 1989
- Finaliste de la Coupe Ronchetti : 1990

## Entraîneurs successifs
- Depuis ? : -

## Joueuses célèbres ou marquantes
Katie Johnson est une joueuse internationale venant des États-Unis qui a rejoint l'équipe en janvier 2010.